# Anàlisi del cicle de vida

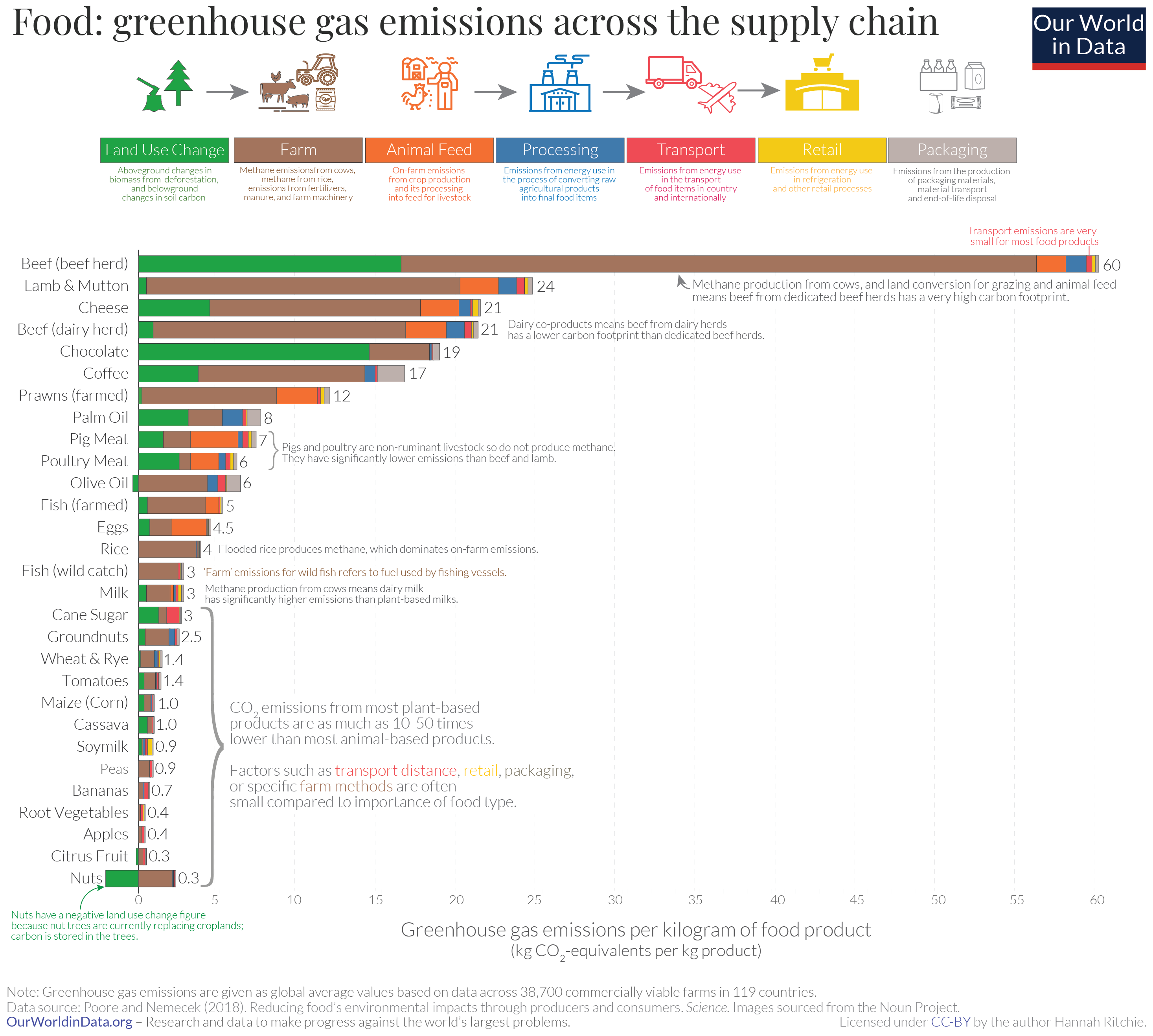
Avaluació del cicle de vida de diversos productes alimentaris animals i vegetals. S'hi mostra com la dieta majoritàriament carnívora té un impacte entre un i dos ordres de magnitud superiors pel que fa a l'emissió de gasos d'efecte hivernacle per kg de producte.

L'avaluació o anàlisi del cicle de vida (ACV), conegut també com a equilibri ecològic i anàlisi del bressol a la tomba, és una tècnica per avaluar els impactes ambientals associats a totes les etapes de la vida d'un producte des del bressol fins a la tomba, és a dir, des de l'extracció de primeres matèries fins al processament de materials, fabricació, distribució, ús, reparació i manteniment, i gestió com a residu (dipòsit o reciclatge). L'anàlisi del cicle de vida és útil per: avaluar els impactes potencials associats amb les entrades identificats i comunicats de premsa, interpretar els resultats per ajudar a prendre una decisió més informada i elaborar un inventari de l'energia rellevant i recursos materials i emissions al medi ambient.

## Metodologia
Els estudis d'anàlisi del cicle de vida s'han de fer seguint una metodologia molt concreta marcada per la norma ISO 14040. La metodologia consta de 4 fases:
Definició d'objectius i abast de l'estudiUn estudi d'ACV es pot fer per diferents motius. Pot ser per comparar ambientalment dos productes o dos serveis, o per determinar les etapes del cicle de vida que contribueixen més a determinats impactes per tal de poder proposar millores ambientals, etc.
Realització d'un inventari dels consums (de matèria i energia)La fase d'inventari consisteix en una recopilació de dades per quantificar les entrades i sortides (de matèria i energia) del sistema estudiat. És la fase més llarga i que s'ha de realitzar amb més cura per evitar incorporar errors que després puguin afectar els resultats finals.
Avaluació d'impactes ambientals en l'ACVAquesta fase es tracta de convertir la informació obtinguda en l'inventari en una informació interpretable. Cal transformar la quantitat de valors d'emissions, recursos consumits, etc. obtinguts en l'inventari en efectes sobre un nombre reduït d'impactes ambientals. En tota ACV es solen tenir en compte aquestes categories d'impacte: contribució a l'efecte hivernacle, disminució de l'ozó estratosfèric, pluja àcida, eutrofització de les aigües, toxicitat i exhauriment de recursos.
Interpretació dels resultatsAquesta és la fase de l'ACV on es combina la informació obtinguda en l'inventari i l'avaluació d'impactes interpretant els resultats d'acord amb els objectius de l'estudi, per treure'n les conclusions i recomanacions per a la presa de decisions.

## Aplicacions de l'ACV
L'ACV s'utilitza per als casos següents:
- En l'aplicació d'ecodisseny per a productes i serveis
- En l'elaboració dels criteris a complir per a les etiquetes ecològiques
- Com a font d'informació per a la implantació de sistemes de gestió ambiental.
- En estudis comparatius entre productes anàlegs (diferent origen o composició i mateixa funció)
- Qualsevol altre cas que precisi obtenir informació sobre el comportament ambiental d'un producte o servei.